# Costa Ricaans voetbalelftal in 2017
Het Costa Ricaans voetbalelftal speelde in totaal twintig officiële interlands in het jaar 2017, waaronder vijf wedstrijden bij de strijd om de CONCACAF Gold Cup in de Verenigde Staten. De ploeg stond onder leiding van oud-international Óscar Ramírez. Hij wist de ploeg uit Midden-Amerika voor de vijfde keer naar de WK-eindronde te loodsen. Op de in 1993 geïntroduceerde FIFA-wereldranglijst zakte Costa Rica in 2017 van de 17de (januari 2017) naar de 26ste plaats (december 2017).

## Balans
| Wedstrijden | Wedstrijden | Wedstrijden | Wedstrijden | Doelpunten | Doelpunten | Doelpunten | Punten |
| Gespeeld    | Winst       | Gelijk      | Verlies     | Voor       | Tegen      | Saldo      | Punten |
| ----------- | ----------- | ----------- | ----------- | ---------- | ---------- | ---------- | ------ |
| 20          | 6           | 8           | 6           | 18         | 19         | –1         | 1.000  |

## Interlands
| Copa Centroamericana 2017 |
| ------------------------- |

|                                                                    |            |       |             |                                                                          |
| 13 januari Copa Centroamericana № 657 «onderlinge duels» 18:30 uur | Costa Rica | 0 – 0 | El Salvador | Estadio Rommel Fernández, Panama-Stad Scheidsrechter: Jair Marrufo (USA) |
| 13 januari Copa Centroamericana № 657 «onderlinge duels» 18:30 uur |            |       |             | Estadio Rommel Fernández, Panama-Stad Scheidsrechter: Jair Marrufo (USA) |

|                                                                    |        |                                                                     |            |                                                                          |
| 15 januari Copa Centroamericana № 658 «onderlinge duels» 13:00 uur | Belize | 0 – 3                                                               | Costa Rica | Estadio Rommel Fernández, Panama-Stad Scheidsrechter: Kimbell Ward (SKN) |
| 15 januari Copa Centroamericana № 658 «onderlinge duels» 13:00 uur |        | 25' José Guillermo Ortiz 51' Johan Venegas 65' José Guillermo Ortiz |            | Estadio Rommel Fernández, Panama-Stad Scheidsrechter: Kimbell Ward (SKN) |

|                                                                    |            |       |           |                                                                        |
| 17 januari Copa Centroamericana № 659 «onderlinge duels» 18:30 uur | Costa Rica | 0 – 0 | Nicaragua | Estadio Rommel Fernández, Panama-Stad Scheidsrechter: John Pitti (PAN) |
| 17 januari Copa Centroamericana № 659 «onderlinge duels» 18:30 uur |            |       |           | Estadio Rommel Fernández, Panama-Stad Scheidsrechter: John Pitti (PAN) |

|                                                                    |                  |       |                     |                                                                               |
| 20 januari Copa Centroamericana № 660 «onderlinge duels» 18:30 uur | Honduras         | 1 – 1 | Costa Rica          | Estadio Rommel Fernández, Panama-Stad Scheidsrechter: Fernando Guerrero (MEX) |
| 20 januari Copa Centroamericana № 660 «onderlinge duels» 18:30 uur | Erick Andino 17' |       | 59' Francisco Calvo | Estadio Rommel Fernández, Panama-Stad Scheidsrechter: Fernando Guerrero (MEX) |

|                                                                    |                    |       |            |                                                                           |
| 22 januari Copa Centroamericana № 661 «onderlinge duels» 16:00 uur | Panama             | 1 – 0 | Costa Rica | Estadio Rommel Fernández, Panama-Stad Scheidsrechter: Oscar Moncada (HON) |
| 22 januari Copa Centroamericana № 661 «onderlinge duels» 16:00 uur | Armando Cooper 67' |       |            | Estadio Rommel Fernández, Panama-Stad Scheidsrechter: Oscar Moncada (HON) |

|  |  |  |  |  |  |  |  |  |

|                                                                               |                                       |       |            |                                                                                   |
| 24 maart Kwalificatie WK 2018 Vijfde ronde № 662 «onderlinge duels» 21:00 uur | Mexico                                | 2 – 0 | Costa Rica | Aztekenstadion, Mexico-Stad Toeschouwers: 87.366 Scheidsrechter: John Pitti (PAN) |
| 24 maart Kwalificatie WK 2018 Vijfde ronde № 662 «onderlinge duels» 21:00 uur | Javier Hernández 7' Néstor Araujo 45' |       |            | Aztekenstadion, Mexico-Stad Toeschouwers: 87.366 Scheidsrechter: John Pitti (PAN) |

|                                                                               |                    |       |                    |                                                                                                   |
| 28 maart Kwalificatie WK 2018 Vijfde ronde № 663 «onderlinge duels» 15:00 uur | Honduras           | 1 – 1 | Costa Rica         | Estadio Francisco Morazán, San Pedro Sula Toeschouwers: 15.800 Scheidsrechter: Joel Aguilar (SLV) |
| 28 maart Kwalificatie WK 2018 Vijfde ronde № 663 «onderlinge duels» 15:00 uur | Anthony Lozano 34' |       | 68' Kendall Waston | Estadio Francisco Morazán, San Pedro Sula Toeschouwers: 15.800 Scheidsrechter: Joel Aguilar (SLV) |

|                                                                             |            |       |        |                                                                                    |
| 8 juni Kwalificatie WK 2018 Vijfde ronde № 664 «onderlinge duels» 20:00 uur | Costa Rica | 0 – 0 | Panama | Estadio Nacional, San José Toeschouwers: 35.040 Scheidsrechter: Jair Marrufo (USA) |
| 8 juni Kwalificatie WK 2018 Vijfde ronde № 664 «onderlinge duels» 20:00 uur |            |       |        | Estadio Nacional, San José Toeschouwers: 35.040 Scheidsrechter: Jair Marrufo (USA) |

|                                                                              |                                   |       |                    |                                                                                      |
| 13 juni Kwalificatie WK 2018 Vijfde ronde № 665 «onderlinge duels» 20:00 uur | Costa Rica                        | 2 – 1 | Trinidad en Tobago | Estadio Nacional, San José Toeschouwers: 35.040 Scheidsrechter: Yadel Martínez (CUB) |
| 13 juni Kwalificatie WK 2018 Vijfde ronde № 665 «onderlinge duels» 20:00 uur | Francisco Calvo 1' Bryan Ruiz 44' |       | 35' Kevin Molino   | Estadio Nacional, San José Toeschouwers: 35.040 Scheidsrechter: Yadel Martínez (CUB) |

| CONCACAF Gold Cup 2017 |
| ---------------------- |

|                                                                     |          |                 |            |                                                                                  |
| 7 juli CONCACAF Gold Cup Groep A № 666 «onderlinge duels» 21:00 uur | Honduras | 0 – 1           | Costa Rica | Red Bull Arena, Harrison Toeschouwers: 25.817 Scheidsrechter: Walter López (GUA) |
| 7 juli CONCACAF Gold Cup Groep A № 666 «onderlinge duels» 21:00 uur |          | 39' Marco Ureña |            | Red Bull Arena, Harrison Toeschouwers: 25.817 Scheidsrechter: Walter López (GUA) |

|                                                                      |                     |       |                     |                                                                                      |
| 11 juli CONCACAF Gold Cup Groep A № 667 «onderlinge duels» 19:30 uur | Costa Rica          | 1 – 1 | Canada              | BBVA Compass Stadium, Houston Toeschouwers: 12.019 Scheidsrechter: Mark Geiger (USA) |
| 11 juli CONCACAF Gold Cup Groep A № 667 «onderlinge duels» 19:30 uur | Francisco Calvo 42' |       | 26' Alphonso Davies | BBVA Compass Stadium, Houston Toeschouwers: 12.019 Scheidsrechter: Mark Geiger (USA) |

|                                                   |                                                         |       |              |                                                                               |
| 14 juli CONCACAF Gold Cup Groep A № 668 19:30 uur | Costa Rica                                              | 3 – 0 | Frans-Guyana | Toyota Stadium, Frisco Toeschouwers: 10.098 Scheidsrechter: César Ramos (MEX) |
| 14 juli CONCACAF Gold Cup Groep A № 668 19:30 uur | Ariel Rodríguez 4' Rodney Wallace 79' David Ramírez 83' |       |              | Toyota Stadium, Frisco Toeschouwers: 10.098 Scheidsrechter: César Ramos (MEX) |

|                                                                          |                         |       |        |                                                                                                |
| 19 juli CONCACAF Gold Cup Kwartfinale № 669 «onderlinge duels» 18:00 uur | Costa Rica              | 1 – 0 | Panama | Lincoln Financial Field, Philadelphia Toeschouwers: 31.615 Scheidsrechter: Óscar Moncada (HON) |
| 19 juli CONCACAF Gold Cup Kwartfinale № 669 «onderlinge duels» 18:00 uur | Aníbal Godoy 77' (e.d.) |       |        | Lincoln Financial Field, Philadelphia Toeschouwers: 31.615 Scheidsrechter: Óscar Moncada (HON) |

|                                                                           |            |                                     |                  |                                                                              |
| 22 juli CONCACAF Gold Cup Halve finale № 670 «onderlinge duels» 22:00 uur | Costa Rica | 0 – 2                               | Verenigde Staten | AT&T Stadium, Dallas Toeschouwers: 45.516 Scheidsrechter: Joel Aguilar (SLV) |
| 22 juli CONCACAF Gold Cup Halve finale № 670 «onderlinge duels» 22:00 uur |            | 72' Jozy Altidore 82' Clint Dempsey |                  | AT&T Stadium, Dallas Toeschouwers: 45.516 Scheidsrechter: Joel Aguilar (SLV) |

|  |  |  |  |  |  |  |  |  |

|                                                                                  |                  |                                 |            |                                                                                |
| 1 september Kwalificatie WK 2018 Vijfde ronde № 671 «onderlinge duels» 18:55 uur | Verenigde Staten | 0 – 2                           | Costa Rica | Red Bull Arena, Harrison Toeschouwers: 26.516 Scheidsrechter: John Pitti (PAN) |
| 1 september Kwalificatie WK 2018 Vijfde ronde № 671 «onderlinge duels» 18:55 uur |                  | 30' Marco Ureña 82' Marco Ureña |            | Red Bull Arena, Harrison Toeschouwers: 26.516 Scheidsrechter: John Pitti (PAN) |

|                                                                                  |                 |       |                            |                                                                                   |
| 5 september Kwalificatie WK 2018 Vijfde ronde № 672 «onderlinge duels» 20:00 uur | Costa Rica      | 1 – 1 | Mexico                     | Estadio Nacional, San José Toeschouwers: 33.000 Scheidsrechter: Mark Geiger (USA) |
| 5 september Kwalificatie WK 2018 Vijfde ronde № 672 «onderlinge duels» 20:00 uur | Marco Ureña 83' |       | 42' (e.d.) Cristian Gamboa | Estadio Nacional, San José Toeschouwers: 33.000 Scheidsrechter: Mark Geiger (USA) |

|                                                                                |                      |       |                     |                                                                                   |
| 7 oktober Kwalificatie WK 2018 Vijfde ronde № 673 «onderlinge duels» 16:00 uur | Costa Rica           | 1 – 1 | Honduras            | Estadio Nacional, San José Toeschouwers: 30.000 Scheidsrechter: César Ramos (MEX) |
| 7 oktober Kwalificatie WK 2018 Vijfde ronde № 673 «onderlinge duels» 16:00 uur | Kendall Waston 90+5' |       | 66' Eddie Hernández | Estadio Nacional, San José Toeschouwers: 30.000 Scheidsrechter: César Ramos (MEX) |

|                                                                                 |                                 |       |                   |                                                                                               |
| 10 oktober Kwalificatie WK 2018 Vijfde ronde № 674 «onderlinge duels» 21:00 uur | Panama                          | 2 – 1 | Costa Rica        | Estadio Rommel Fernández, Panama-Stad Toeschouwers: 26.503 Scheidsrechter: Walter López (GUA) |
| 10 oktober Kwalificatie WK 2018 Vijfde ronde № 674 «onderlinge duels» 21:00 uur | Blas Pérez 55' Román Torres 88' |       | 36' Johan Venegas | Estadio Rommel Fernández, Panama-Stad Toeschouwers: 26.503 Scheidsrechter: Walter López (GUA) |

|                                                                  |                                                                                    |       |            |                                                                                                |
| 11 november Vriendschappelijk № 675 «onderlinge duels» 21:30 uur | Spanje                                                                             | 5 – 0 | Costa Rica | Estadio La Rosaleda, Málaga Toeschouwers: 29.300 Scheidsrechter: Anastasios Sidiropoulos (GRE) |
| 11 november Vriendschappelijk № 675 «onderlinge duels» 21:30 uur | Jordi Alba 6' Álvaro Morata 23' David Silva 51' David Silva 55' Andrés Iniesta 73' |       |            | Estadio La Rosaleda, Málaga Toeschouwers: 29.300 Scheidsrechter: Anastasios Sidiropoulos (GRE) |

|                                                                  |                      |       |            |                                                                                      |
| 14 november Vriendschappelijk № 676 «onderlinge duels» 20:15 uur | Hongarije            | 1 – 0 | Costa Rica | Groupama Arena, Boedapest Toeschouwers: 9.860 Scheidsrechter: Alexander Harkam (AUT) |
| 14 november Vriendschappelijk № 676 «onderlinge duels» 20:15 uur | Nemanja Nikolics 37' |       |            | Groupama Arena, Boedapest Toeschouwers: 9.860 Scheidsrechter: Alexander Harkam (AUT) |

## FIFA-wereldranglijst
| JAN | FEB | MAR | APR | MEI | JUN | JUL | AUG | SEP | OKT | NOV | DEC |
| --- | --- | --- | --- | --- | --- | --- | --- | --- | --- | --- | --- |
| 17  | 19  | 19  | 20  | 20  | 19  | 26  | 21  | 21  | 22  | 26  | 26  |

## Statistieken
| Keylor Navas         | 1986-12-15 | Real Madrid          | 7  | 0 | 0 |  |  |
| Patrick Pemberton    | 1982-04-24 | LD Alajuelense       | 7  | 0 | 0 |  |  |
| Danny Carvajal       | 1989-01-08 | Albacete Balompié    | 4  | 0 | 0 |  |  |
| Leonel Moreira       | 1990-04-04 | CS Herediano         | 2  | 0 | 0 |  |  |
| Verdediging          |            |                      |    |   |   |  |  |
| Johnny Acosta        | 1983-07-21 | CS Herediano         | 15 | 0 | 0 |  |  |
| Francisco Calvo      | 1992-07-08 | Minnesota United     | 15 | 1 | 3 |  |  |
| Cristian Gamboa      | 1989-10-24 | Celtic               | 11 | 0 | 0 |  |  |
| Giancarlo González   | 1988-02-08 | Bologna              | 10 | 2 | 0 |  |  |
| Kendall Waston       | 1988-01-01 | Vancouver Whitecaps  | 9  | 0 | 2 |  |  |
| Kenner Gutiérrez     | 1989-06-09 | LD Alajuelense       | 6  | 3 | 0 |  |  |
| Michael Umaña        | 1982-07-16 | CS Cartaginés        | 6  | 3 | 0 |  |  |
| José Salvatierra     | 1989-10-10 | LD Alajuelense       | 4  | 2 | 0 |  |  |
| Christopher Meneses  | 1990-05-02 | LD Alajuelense       | 3  | 0 | 0 |  |  |
| Allan Miranda        | 1987-05-28 | Antigua GFC          | 3  | 0 | 0 |  |  |
| Óscar Duarte         | 1989-06-03 | RCD Espanyol         | 2  | 0 | 0 |  |  |
| Pedro Leal           | 1989-01-31 | AD Carmelita         | 2  | 0 | 0 |  |  |
| Jhamir Ordain        | 1993-07-29 | CS Herediano         | 2  | 0 | 0 |  |  |
| Juan Pablo Vargas    | 1995-06-06 | CS Herediano         | 1  | 0 | 0 |  |  |
| Middenveld           |            |                      |    |   |   |  |  |
| David Guzmán         | 1990-02-18 | Portland Timbers     | 11 | 6 | 0 |  |  |
| Johan Venegas        | 1988-11-27 | CD Saprissa          | 10 | 4 | 2 |  |  |
| Celso Borges         | 1988-05-27 | Deportivo La Coruña  | 10 | 0 | 0 |  |  |
| Randall Azofeifa     | 1984-12-30 | CS Herediano         | 8  | 2 | 0 |  |  |
| Bryan Oviedo         | 1990-02-18 | Sunderland           | 7  | 1 | 0 |  |  |
| Cristian Bolaños     | 1984-05-17 | CD Saprissa          | 6  | 2 | 0 |  |  |
| Rodney Wallace       | 1988-06-17 | New York City FC     | 4  | 5 | 1 |  |  |
| Yeltsin Tejada       | 1992-03-17 | FC Lausanne-Sport    | 4  | 3 | 0 |  |  |
| Marvin Angulo        | 1986-09-30 | CD Saprissa          | 3  | 1 | 0 |  |  |
| Rónald Matarrita     | 1994-07-09 | New York City        | 3  | 1 | 0 |  |  |
| Ulises Segura        | 1993-06-23 | CD Saprissa          | 3  | 3 | 0 |  |  |
| Osvaldo Rodríguez    | 1990-12-17 | Santos Guápiles      | 2  | 3 | 0 |  |  |
| Deyver Vega          | 1992-09-19 | SK Brann Bergen      | 2  | 1 | 0 |  |  |
| Elías Aguilar        | 1991-11-07 | CS Herediano         | 1  | 3 | 0 |  |  |
| Gerson Torres        | 1997-08-28 | Necaxa               | 1  | 1 | 0 |  |  |
| José Leiton          | 1993-08-06 | Minnesota United     | 0  | 1 | 0 |  |  |
| Aanval               |            |                      |    |   |   |  |  |
| Bryan Ruiz           | 1985-08-18 | Sporting Lissabon    | 13 | 0 | 1 |  |  |
| Marco Ureña          | 1990-03-05 | San Jose Earthquakes | 10 | 5 | 4 |  |  |
| José Guillermo Ortiz | 1992-06-20 | CS Herediano         | 4  | 2 | 2 |  |  |
| Joel Campbell        | 1992-06-26 | Betis Sevilla        | 3  | 3 | 0 |  |  |
| David Ramírez        | 1993-05-28 | CD Saprissa          | 3  | 2 | 1 |  |  |
| John Jairo Ruiz      | 1994-01-10 | Al-Fayha             | 1  | 3 | 0 |  |  |
| Daniel Colindres     | 1985-01-10 | CD Saprissa          | 1  | 2 | 0 |  |  |
| Ariel Rodríguez      | 1989-09-27 | CD Saprissa          | 1  | 1 | 1 |  |  |